# Philip Showalter Hench
Philip Showalter Hench (28. února 1896 – 30. března 1965) byl americký lékař, nositel Nobelovy ceny za fyziologii a lékařství za rok 1950. Byla udělena za objev hormonu kortizonu a jeho využití při léčbě revmatické artritidy a spolu s Henchem ji získali jeho spolupracovník Edward Calvin Kendall a švýcarský chemik Tadeus Reichstein.
Hench studoval na Lafayette College v pensylvánském Eastonu a na Pittsburské univerzitě. Roku 1923 začal pracovat na Klinice Mayo, kde svou kariéru zakončil jako hlava oddělení revmatologie.